# The Perfect Prescription
The Perfect Prescription es el segundo disco de estudio de la banda británica de neo-psicodelia Spacemen 3. El disco fue reeditado cuatro veces: en 1989 y 2003 por la compañía discográfica Fire Records (UK), en 1995 por Genius Record y en 1996 por Taang! Records. Estas reediciones contienen pistas adicionales (canciones) que incluyen hits de 13th Floor Elevators, the Stooges, entre otros.

## Resumen
The Perfect Prescription es considerada la obra maestra de Spacemen 3, según la prensa especializada y sus seguidores. En este disco se puede apreciar el sonido de la banda, ya definido en su totalidad, a diferencia de su disco anterior Sound of Confusion. Con fuertes influencias de la psicodelia, el dúo conformado por Jason Pierce y Peter Kember genera un sonido caracterizado por el minimalismo de sus armonías, sus repetitivos acordes y la pasividad con la que cantan sus letras.
Al comienzo, la potente Take me to the other Side, en la que se puede escuchar una guitarra inspirada en Iggy Pop & The Stooges, pasamos al cuerpo del disco en el que Walkin with Jesus y Ode to Street Hassle hacen recordar la mejor época de The Velvet Underground, con esos rasgueos constantes y etéreos característicos del space rock. Luego se da paso a ‘Transparent Radiation’ que es un cover de The Red Crayola. Finalmente podemos escuchar Feel So Good y Come Down Easy, que con una extraña estructura blues logran producir el punto máximo del viaje para culminar con Call the Doctor.

## Influencias
En primera instancia Iggy Pop & The Stooges, MC5, The 13th Floor Elevators, The Red Crayola, The Velvet Underground, Silver Apples fueron los grupos que motivaron y caracterizaron la música de los amigos Jason Pierce y Peter Kember. Posteriormente y directamente relacionadas con el disco The Perfect Prescription, el minimalismo neoyorquino de La Monte Young y Terry Riley, del que tomaron, como antes ya había hecho The Velvet Underground, las estructuras repetitivas e hipnóticas, que a medida que se van repitiendo van creando una atmósfera única e imágenes.

## Lista de canciones
| N.º | Título | Duración |  |
| 1.  | «Take Me to the Other Side (A la de 2 )»                                                                      | 4:40     |  |
| 2.  | «Walkin' With Jesus»                                                                                          | 5:03     |  |
| 3.  | «Ode to Street Hassle (A la de 3)»                                                                            | 3:54     |  |
| 4.  | «Ecstasy Symphony/Transparent Radiation (Flashback) ("Transparent Radiation" es un cover de The Red Krayola)» | 9:42     |  |
| 5.  | «Feel So Good»                                                                                                | 5:24     |  |
| 6.  | «Things'll Never Be the Same»                                                                                 | 5:58     |  |
| 7.  | «Come Down Easy»                                                                                              | 6:42     |  |
| 8.  | «Call the Doctor»                                                                                             | 3:45     |  |